# Burg im Leimental
Burg im Leimental (schweizertyska: Burg im Leimedal, franska: La Bourg) är en ort och kommun i distriktet Laufen i kantonen Basel-Landschaft, Schweiz. Kommunen har 283 invånare (2023).